# Patrick Bristow
Pour les articles homonymes, voir Bristow.
Patrick Bristow, né le 26 septembre 1962 à Los Angeles en Californie, aux (États-Unis), est un acteur américain.

## Filmographie

### Cinéma
- 1991 : Delirious : Bellboy
- 1993 : Quand Harriet découpe Charlie !
- 1994 : Revenge of the Red Baron : un garde
- 1995 : Showgirls : Marty Jacobsen
- 1996 : The Twilight of the Golds de Ross Kagan Marks : Brandon
- 1997 : Austin Powers de Jay Roach : Bolton, le guide de Virtucon
- 1998 : I'm Losing You de Bruce Wagner : Rico
- 2001 : Beethoven 4 de David M. Evans : Guillermo
- 2003 : Alertes à la bombe (Detonator) de Jonathan Freedman : DeJuan Michaels
- 2005 : The Inner Circle  de Goran Gajic : Ramon
- 2005 : Mi-temps au mitard de Peter Segal : Walt
- 2006 : The Enigma with a Stigma : Joe McVicker
- 2006 : Jimmy and Judy de Randall Rubin et Jonathan Schroder : Dr Walters
- 2008 : Friends and Lovers: The Ski Trip 2 de Maurice Jamal : Mark
- 2010 : All About Evil de Joshua Grannell : Peter Gorge
- 2012 : Lose Yourself (vidéo) de Shane Stanley : Bellywrapper
- 2013 : No Pain No Gain de Michael Bay : le propriétaire du magasin
- 2014 : My Trip Back to the Dark Side de Shane Stanley : Belly Wrapper
- 2014 : Transformers : L'Âge de l'extinction de Michael Bay : le petit-fils de Landlord
- 2015 : Réalité de Quentin Dupieux : Dr Klaus
- 2017 : Mistrust de Shane Stanley : Trent Masterson
- 2019 : The Untold Story de Shane Stanley : Walter
- 2020 : Barbie & Kendra Storm Area 51 de Charles Band : Chunky (voix VO)
- 2020 : Superintelligence de Ben Falcone : superintelligence numérique (voix VO)
- 2021 : Barb and Star Go to Vista Del Mar de Josh Greenbaum : scientifique âgé

### Télévision
- 1985 : Les Dessous d'Hollywood : l'invité
- 1993 : The Second Half : Walter (6 épisodes)
- 1994 : Notre belle famille : le Bellman (1 épisode)
- 1994 : The Larry Sanders Show : Raoul (1 épisode)
- 1994 : Sister, Sister : Henrique (1 épisode)
- 1994-1998 : Ellen : Peter Barnes (19 épisodes)
- 1996 : Dream On : Steward Stu (1 épisode)
- 1996 : Seinfeld : Maître Wig (1 épisode)
- 1996-1997 : Dingue de toi : Troy (5 épisodes)
- 1997 : Head Over Heels : Ian (7 épisodes)
- 1998 : Le Drew Carey Show : le vendeur (1 épisode)
- 1998 : The Brian Benben Show : Victor (1 épisode)
- 1999 : Friends : le responsable de la scène (1 épisode)
- 1999-2000 : Les Griffin : plusieurs personnages (4 épisodes)
- 2000 : Grown Ups (en) : Rodney (4 épisodes)
- 2001 : Sabrina, l'apprentie sorcière : Mercury (1 épisode)
- 2004 : Larry et son nombril : Steve le chorégraphe (2 épisodes)
- 2004 : Significant Other : Ian (2 épisodes)
- 2004 : Une famille presque parfaite : Simon (1 épisode)
- 2004 : Phénomène Raven : Tony (1 épisode)
- 2004 : Parents à tout prix : le directeur (1 épisode)
- 2004-2005 : Malcolm : Lloyd et Phillip (2 épisodes)
- 2005 : Zoé : M. Fletcher (1 épisode)
- 2005 : Charmed : Jordan (1 épisode)
- 2005-2007 : La Vie de palace de Zack et Cody : Patrick (9 épisodes)
- 2006 : Lovespring International : Kenneth Watterman (1 épisode)
- 2006-2007 : The Minor Accomplishments of Jackie Woodman (en) : Mitchell (8 épisodes)
- 2007 : Big Day : Perky Clerk (1 épisode)
- 2007 : American Dad! (1 épisode)
- 2007-2009 : Les Rois du Texas : P.J. (3 épisodes)
- 2009 : Les Experts : Lionel Rose (1 épisode)
- 2009 : Head Case : Steve Harrington (3 épisodes)
- 2009 : Rita Rocks : M. De La Soire (5 épisodes)
- 2010 : Bonne chance Charlie : M. Dingwall (1 épisode)
- 2010 : Elvira, maîtresse des ténèbres : Charlie (1 épisode)
- 2015 : Last Man Standing : le vendeur (1 épisode)
- 2015 : Pretty Little Liars : le propriétaire de la galerie (1 épisode)
- 2015 : The Middle : l'oracle (1 épisode)
- 2015 : Shameless : Bill (1 épisode)
- 2016 : Bella et les Bulldogs (1 épisode)